# Эплик, Вайко
Вайко Эплик (эст. Vaiko Eplik, род. 1 августа 1981 года в г. Рапла, Эстония) — независимый эстонский поп-композитор, продюсер, певец и мультиинструменталист.

## Биография
Вайко Эплик родился в городе Рапла, Эстония, в музыкальной семье. Эплик изучал музыку в Таллинской музыкальной школе, на специальности поп-джазового пения, а также по классу гитары, которому он научился. Британский совет номинировал Эплика на должность «Музыкальный предприниматель года» в 2008 году.
Он был в нескольких коллективах: Claire’s Birthday, Ruffus и Koer. В 2006 году Эплик начал сольный проект под именем Eliit. Он выпустил восемь альбомов, регулярно достигшие успехов. В 2014 году он выпустил два альбома: «Nõgesed» («Крапивы») и «Nelgid» («Гвоздики»). Он выразил своё стремление в «зарабатывании достаточных денег для подъёма, и продолжать быть интеллигентным и свободно создавать музыку». Эплик принципиально независимый артист, производит музыку на дому и выпускает под инди-лейблом. В 2006 году он прокомментировал: «Домашняя музыка не имеет себе равных… Отныне и примерно через пять лет звукозаписывающие компании будут банкротами».
Также он совместно написал песню «Ленна» и продюсировал дебютный альбом эстонской певицы Ленны Куурмаа, и недавно написал музыку для эстонского мультфильма «Suur maalritöö» («Великий художник»), основанном на иллюстрациях Эдгара Вальтера и выпущенном в 2013 году.

## Дискография

### Альбомы
- Вайко Эплик и Eliit — 1 (2006)
- Вайко Эплик и Eliit — 2 Aastaajad (2007)
- Вайко Эплик и Eliit — 3 Kosmoseodüsseia (2008)
- Вайко Эплик — Neljas (2009)
- Вайко Эплик и Кристиан Рандалу — Kooskõla (2011)
- Вайко Эплик — V ehk tants klavessiini ümber (2011)
- Вайко Эплик — Varielu (2012)
- Вайко Эплик — Nõgesed (2014)
- Вайко Эплик — Nelgid (2014)
- Вайко Эплик — Kirevase (2016)
- Вайко Эплик — Uus karjäär uues linnas (2018)
- Вайко Эплик — «Sireleis» (2019)

### Сотрудничество
- Claire’s Birthday — Venus (2000)
- Claire’s Birthday — City Loves (2001)
- Claire’s Birthday — Future Is Now (2003)
- Руффус — Lessons in Pop (2005)
- Коэр — Pure (2004)
- Ленна Куурмаа — Lenna (2010)